# Ванета Тоски
Ванета Тоски (на италиански: Vannetta Toschi; * 1419 във Фано, † 30 юни 1475 в Мелдола) е италианска аристократка, метреса на Сиджизмондо Пандолфо Малатеста – италиански кондотиер и от 1432 до 1468 г. господар на Римини и на Фано.

## Произход
Тя е дъщеря на Галеото Тоски, известен юрист от Фано.

## Биография
Баща ѝ посещава двора във Фано на Сиджизмондо Пандолфо Малатеста, господар на Римини и Фано. Вероятно там Ванета се запознава със Сиджизмондо, който е вдовец от Джинерва д'Есте от 1440 г. и е на път да се ожени за Поликсена Сфорца – дъщеря на Франческо Сфорца, бъдещ херцог на Милано.
Няколко години Ванета живее в Римини, докато Пандолфо не се влюбва в Изота дели Ати и тя е принудена да се върне във Фано, за да следи образованието на децата си. Синът им Роберто получава сурово образование за боравене с оръжие от баща си в двора и става доблестен кондотиер. След няколко години той посреща майка си при себе си, на която поверява крепостта Мелдола.
Между 1465 и 1468 г. Ванета е свидетелка на семейните борби за владението на Римини.
Умира в Мелдола през 1475 г. на 56-годишна възраст и е погребана в Храм „Малатеста“ (днешна катедрала „Санта Коломба“ в Римини), поръчан от Сиджизмондо.

## Потомство
От Сиджизмондо Пандолфо Малатеста (* 19 юни 1417, † 9 октомври 1468), господар на Римини и на Фано, има един или двама сина:
- Роберто Малатеста (* 1440, † 1482),  узаконен 31 август 1450, господар на Римини, ∞ 1471 за Елизабета да Монтефелтро (* 1462 Урбино, † 1521 Ферара), дъщеря на Федерико да Монтефелтро – успешен италиански кондотиер и херцог на Урбино (1444 – 1482), от която има от която има четири сина и две дъщери
- Салустио Малатеста (* 1450, † 8 август 1470 Римини), узаконен 31 август 1450, военен, наследник на баща си, убит по нареждане на брат си Роберто; вероятен син на Изота дели Ати